# آسمیتا آل
آسمیتا آل (انگلیسی: Asmita Ale؛ زادهٔ ۳ نوامبر ۲۰۰۱) بازیکن فوتبال اهل انگلستان است که در حال حاضر در پست مدافع برای باشگاه تاتنهام هاتسپر در سوپر لیگ زنان بازی می‌کند.
او که دختر یک سرباز سابق گورکا بود، در هشت سالگی به استون ویلا پیوست. او اولین قرارداد حرفه‌ای خود را پس از ۱۸ سالگی در اواخر سال ۲۰۱۹ دریافت کرد و اولین فوتبالیست نپالی بود که با یک تیم در لیگ برتر انگلستان قرار داد امضا کرد.
وی در تیم‌های ملی فوتبال زیر ۱۷ سال زنان انگلستان, زیر ۱۸ سال زنان انگلستان، و زیر ۱۹ سال زنان انگلستان بازی کرده است.